# Cirksena

Ostfrieslands grevliga vapen.

Cirksena är den släkt som från mitten på 1400-talet fram till år 1744 regerade det historiska landskapet Ostfriesland i den nuvarande delstaten Niedersachsen i Tyskland.
Släkten härstammar från en ostfrisisk hövdingfamilj från Greetsiel vid Nordsjökusten. År 1439 kom släkten till makten i den ostfriesiska staden Emden som de styrde fram till 1595. Ulrich Cirksena (död 1466) blev av kejsar Fredrik III utnämnd till riksgreve av Ostfriesland. Edzard I (1462-1528) var den mest betydande av de ostfriesiska grevarna. Under hans tid hade Ostfriesland sin största utbredning och reformationen inleddes.
År 1654 upphöjdes grevarna till furstar av Ostfriesland. I maj 1744 dog den siste fursten av huset Cirksena, Carl Edzard, utan ättlingar. Omedelbart efter detta erövrades Ostfriesland av Preussens kung Fredrik den store.
Åren 1581-1698 var familjen Cirksena även härskare över grevskapet Rietberg i Westfalen.

## Grevar och furstar av Ostfriesland
|  | Namn (levnadsdata)                                       | Regeringstid | Titel                            | Anmärkningar |
|  | -------------------------------------------------------- | ------------ | -------------------------------- | --- |
|  | Ulrich I (*omkring år 1408; †25 eller 26 september 1466) | 1464–1466    | Greve                            | År 1464 blev Ulrich upphöjd till riksgreve. Hans huvudresidens flyttades från Greetsiel till Emden, medan Aurich blev sommarresidens.. |
|  | Theda (*1432; †16 november 1494)                         | 1466–1491    | Regent i grevskapet Ostfriesland | Theda var änka till Ulrich I och regent under tiden som sönerna var omyndiga.. |
|  | Edzard I (den store) (*1461; †14 februari 1528)          | 1491–1528    | Greve                            | Edzard den store var Ulrichs andre son. Under hans tid hade Ostfriesland sin största omfattning och reformationen inleddes. Den ostfriesiska landsrätten infördes.. |
|  | Enno II (*1505; †24 september 1540)                      | 1528–1540    | Greve                            | Edzard andre son fortsatte med reformationen, medan hans yngre bror Joahnn I förblev katolik men deltog i regerandet.. |
|  | Anna (*14 november 1501; †24 september 1575)             | 1540–1561    | Regent i grevskapet Ostfriesland | Ennos änka regerade som förmyndare för sina barn.. |
|  | Johann II (*29 september 1538; †29 september 1591)       | 1561–1591    | Greve                            | Ennos yngste son regerade från 1561 till 1591 tillsammans med sin bror Edzard II. |
|  | Edzard II. (*24 juni 1532; †1 mars 1599)                 | 1561–1599    | Greve                            | Ennos äldste son regerade från 1558 tillsammans med sin mor, från 1561 till 1591 tillsammans med sin bror Johann II, från 1591 till 1599 på egen hand. På grund av stridigheterna med sin bror Johan II och staden Emden flyttade Edzard II sitt residens från Emden till Aurich. Edzard II gifte sig i Stockholm i oktober 1559 med Gustav Vasas dotter Katarina. Genom giftermålet ville det svenska kungahuset få ett inflytande över Nordsjökusten. Edzards mor försökte begränsa det svenska inflytandet bland annat genom att se till att Edzard inte fick regera Ostfriesland på egen hand.. |
|  | Enno III. (*30 september 1563; †19 augusti 1625)         | 1599–1625    | Greve                            | Under hans regeringstid slöts två avtal mellan grevehuset och de ostfriesiska stånden: Emder Konkordaten (1599) och Osterhusischer Akkord (1611). |
|  | Rudolf Christian (*2 juni 1602; †17 april 1628)          | 1625–1628    | Greve                            | Ennos andre son dog i en olycka i en ålder av 26 år. Under Rudolf Christians regeringstid blir Ostfriesland hemsökt av utländska trupper som hade deltagit i trettioåriga kriget. |
|  | Ulrich II. (*6 juli 1605; †1 november 1648)              | 1628–1648    | Greve                            | Ennos tredje son. Trettioåriga kriget innebar en stor nöd i Ostfriesland som hemsöktes av Mansfelds trupper. Enda undantaget var Emden som nyligen hade fått en ny vallgrav som skydd. Myrområden började koloniseras (fehn) under denna tid, bland annat Westgrossefehn. |
|  | Juliane (*14 april 1606; †15 januari 1659)               | 1648–1651    | Regent i grevskapet Ostfriesland | Juliane var änka efter Ulrich II och var regent under tiden som hennes barn var omyndiga.. |
|  | Enno Ludwig (*29 oktober 1632; †4 april 1660)            | 1651–1660    | Greve, från 1654 riksfurste      | Äldste son till Ulrich II.. |
|  | Georg Christian (*6 februari 1634; †6 juni 1665)         | 1660–1665    | Furste                           | Ulrich II:s andre son.. |
|  | Christine Charlotte (*21 oktober 1645; †16 maj 1699)     | 1665–1690    | Regent                           | Christine Charlotte von Württemberg regerade efter sin mans död under 25 år.. |
|  | Christian Eberhard (*1 oktober 1665; †30 juni 1708)      | 1690–1708    | Furste                           | Christian Eberhard blev furste när han föddes 1665 men fram till år 1690 var hans mor förmyndare. Han fick tillnamnet den fridsamme på grund av sitt goda förhållande till de ostfriesiska stånden.. |
|  | Georg Albrecht (*13 juni 1690; †12 juni 1734)            | 1708–1734    | Furste                           | Andre son till Christian Eberhard. Han regerade under en svår tid då stora delar av Ostfriesland drabbades av den svåra julstormfloden 1717. Konflikter med stånden.. |
|  | Carl Edzard (*18 juni 1716; †25 maj 1744)                | 1734–1744    | Furste                           | Ostfrieslands siste furste av huset Cirksena. Efter flera års konflikten mellan furstehuset och de ostfriesiska stånden var furstehusets anseende svårt skadat. Staden Emden med flera vägrade att stödja fursten och efter hans död tillföll Ostfriesland kung Fredrik den store av Preussen. |

## Vapensköldar
Familjen Cirksenas vapen utgörs av en krönt gyllene jungfruörn (harpyja) på svart bakgrund. Detta vapen återfinns också i Ostfrieslands grevliga vapen från 1625, vilket fortfarande används. Även i staden Emdens vapen finns Cirksenas jungfruörn. Familjen Cirksena residerade i Emden fram till 1595. Även den nederländska staden Delfzijl har Cirksenas vapen i sitt stadsvapen, vilket beror på att greve Edzard I av Ostfriesland var härskare även över provinsen Groningen. Cirksenavapnet återfinns även i distriktet Aurichs vapen och i Krummhörns kommunvapen. Cirksenas vapen finns med i grevskapet Rietbergs vapen och genom förbindelsen mellan Ostfriesland och Rietberg återfinns Cirksenaörnen även i furstendömet Liechtensteins vapen.

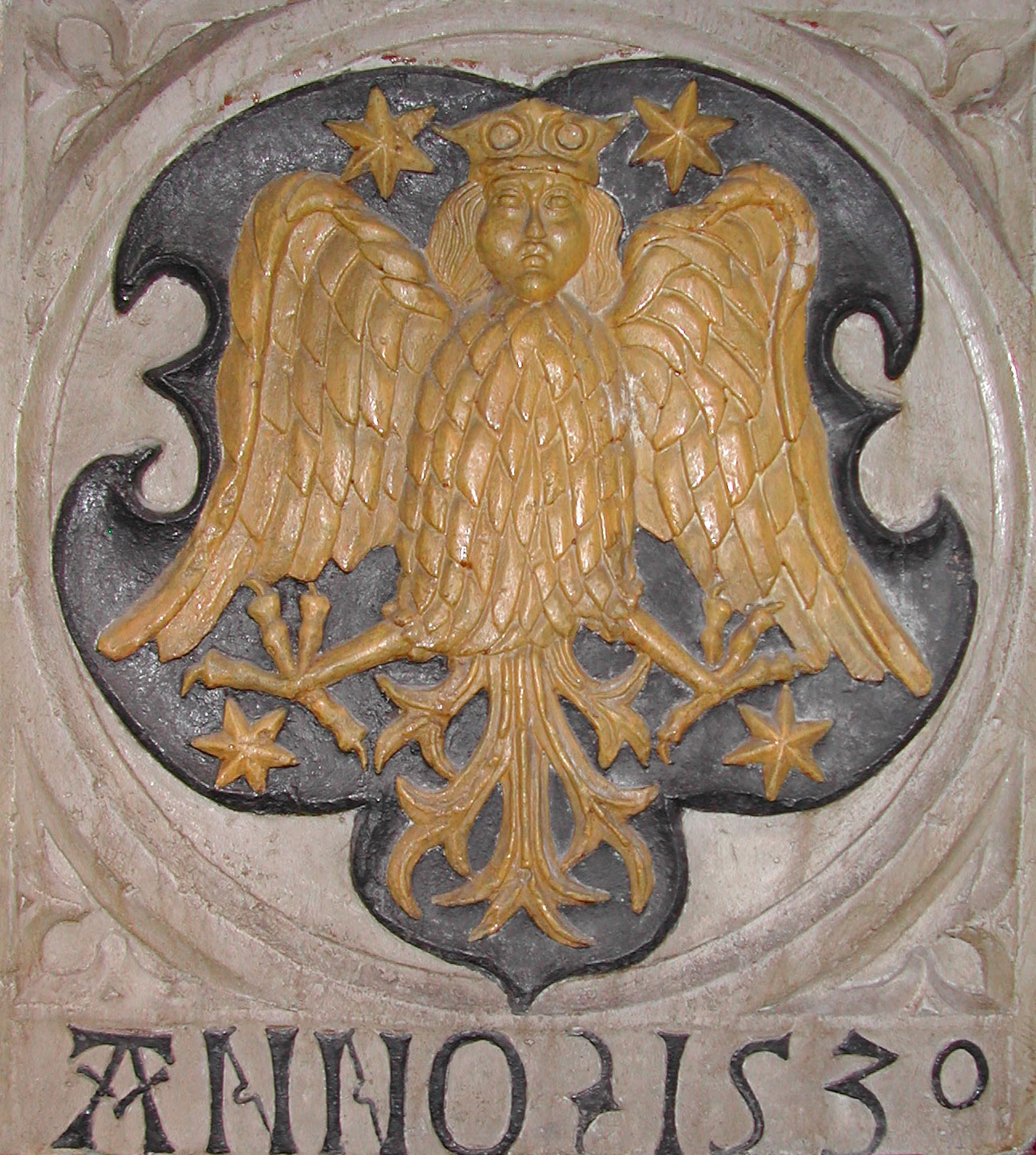
Ätten Cirksenas vapen
Ostfrieslands vapen
Staden Emdens vapen
Staden Delfzijls vapen
Landkreis Aurichs vapen
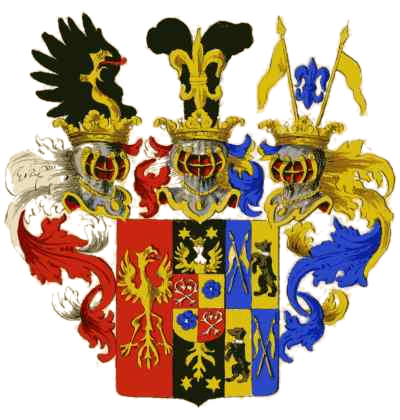
Familjen Kaunitz-Rietbergs vapen
Kommunen Krummhörns vapen